# Ronald Arana
Ronald Arana Céspedes (ur. 18 stycznia 1977 w Santa Cruz) – boliwijski piłkarz grający na pozycji obrońcy.

## Kariera klubowa
Ronald Arana karierę piłkarską rozpoczął w klubie Destroyers Santa Cruz w 1996. W 1996 roku zadebiutował w jego barwach w pierwszej lidze boliwijskiej. W 1997 przeszedł do lokalnego rywala - Oriente Petrolero. Z Oriente Petrolero dwukrotnie zdobył mistrzostwo Boliwii w 2001 oraz turnieju Clausura w 2004.
W Oriente grał przez 10 lat i w tym okresie trzykrotnie był wypożyczany. W 1999 do Club The Strongest a w 2006 do La Paz FC i argentyńskiego Rosario Central. Ogółem w barwach Oriente rozegrał 276 meczów, w których zdobył 24 bramki. W 2007 roku przeszedł do Club Bolívar. W kolejnych latach był zawodnikiem Realu Mamoré i Guabiry Montero. Od 2011 po raz drugi jest zawodnikiem La Paz FC.

## Kariera reprezentacyjna
W reprezentacji Boliwii Arana zadebiutował 28 kwietnia 1999 w towarzyskim meczu z Chile. W tym samym roku uczestniczył również w Pucharze Konfederacji 1999. Na turnieju w Meksyku Arana wystąpił we wszystkich trzech meczach z Egiptem, Arabią Saudyjską i Meksykiem. W 2004 uczestniczył Copa América.
Na turnieju w Peru Arana wystąpił we wszystkich trzech meczach z Peru, Kolumbią i Wenezuelą. Ostatni raz w reprezentacji wystąpił 28 marca 2007 w wygranym 1-0 towarzyskim meczu z RPA.
Ogółem w kadrze narodowej od 1999 do 2007 roku rozegrał 21 meczów.